# 九州電気軌道1形電車
九州電気軌道1形電車（きゅうしゅうでんききどう1がたでんしゃ）は、九州電気軌道（現：西日本鉄道）が所有していた路面電車路線（北九州線）の開通に合わせて導入した鉄道車両。増備車の35形と共に、九州において初めてボギー式台車や空気ブレーキ（直通空気ブレーキ）を採用した電車で、1950年以降は福岡市内線に転属し形式名を100形に改めた。2019年現在も譲渡先の長崎電気軌道で1両が動態保存されている。

## 概要

### 導入までの経緯
北九州線は、西日本鉄道の母体となった九州電気軌道によって1911年6月に開通した路線である。当時の北九州地方は石炭産業の成長に加え八幡製鉄所の開設により活況を迎えており、点在する各都市を結ぶ新たな交通機関が求められていた。そのため、北九州線は各都市に敷かれた併用軌道を走る「市内電車」と、都市間を専用軌道で連絡する「都市間電車」という2つの役割を担う事となった。そこで、この条件に合致する輸送能力や性能を有する車両として導入されたのが1形と35形である。

### 1形
1形の車体デザインは、同じく都市間電車として開通した阪神電気鉄道の1形電車が基になったが、併用軌道上に急勾配や急曲線が連続する北九州線の線路条件に合わせ、車長は11 m級となった。屋根はモニタールーフとも呼ばれる2段構造で、端部に段が構成されていたのが1形の特徴だった。先頭部は製造当初から3枚の窓が設置されている「ベスチビュール」という構造を採用し、左右窓の上部には方向幕が設置された一方、車端に存在した乗降口には扉がないオープンデッキとなっていた。側窓は11枚で、開放式の運転台・乗降口と閉鎖式の客室の境には両開きの引き戸が設けられていた他、1段低い位置にある運転台との段差も存在した。座席は全てロングシートで、定員数は66人だった。
台車はブリル製の27GE-1台車で、ゼネラル・エレクトリック（GE）製・出力37 kwの電動機が1基搭載され、内側の車軸へ吊り掛け駆動方式を用いて動力が伝達された。製造当時の技術力故に電動機が大型となった事に加え、高速運転を行う関係上車輪径が838 mmと大きくなった事から1形は高床式車両となっており、35形も同様であった。また、この27GE-1台車は固定軸距が1372mmであり軌間（1,435 mm）よりも狭く、高速運転時の横揺れが後に問題視される事となった。制御器はGE製で、運転台にある主幹制御器を用いた直接制御方式が使われた。制動装置はGE製の直通空気ブレーキとGE製の手ブレーキが採用された。
開業時（1911年5月）に製造された24両（1 - 24）と翌1912年11月に増備された10両（25 - 34）は台枠の形状に差異が存在した。

### 35形
1914年から製造が実施された車両は設計が変更され、35形という別形式が与えられた。
車体長が11.3 m、定員数が70人に拡大し、2段屋根の端部は先頭に向けて丸みを帯びた形状に変更された。側窓は2枚1組を5セット配置したものとなり、屋根に存在した明り取り窓もそれに合わせて減少した代わりに通風器が4個設けられた。台車は全車両ともブリル製だったが、最初に製造された5両（35 - 40）が1形の流れを汲んだ27GE-2形だった一方、それ以降の車両はグラジエート・スプリングとトラニオン・タイロッドを持つ76E-1形・76E形へと近代化した。

### 主要諸元
| 1形  | 1-24  | 川崎造船兵庫工場 | 1911年 | ブリル 27G-1 |  |
| 1形  | 25-34 | 川崎造船兵庫工場 | 1912年 | ブリル 27G-1 |  |
| 35形 | 35-40 | 川崎造船兵庫工場 | 1914年 | ブリル 27G-2 |  |
| 35形 | 41-45 | 川崎造船兵庫工場 | 1918年 | ブリル 76E-1 |  |
| 35形 | 46-50 | 川崎造船兵庫工場 | 1919年 | ブリル 76E   |  |
| 35形 | 51-65 | 川崎造船兵庫工場 | 1921年 | ブリル 76E   |  |

## 改造
長年に渡る使用の中で、1形・35形は形式番号の変更に加えて、以下のような改造が施された。

### 安全対策
導入当初の1形や35形の前面下部に設置された救助網は終点に到着する度に上下させる必要があったが、1929年に導入された66形の登場に合わせて運転台の床下に移設され、バンパーの下にあるストライカーに物体が接触すると自動的に落下する様式に改められた。また同時期にはポールの位置がずれて架線を損傷させるのを防ぐレトリーバーの装備も行われた。

### 1形の屋根形状の変更
製造当初1形の2段屋根の端部は段型になっていたが、正面に設置されていた明り取り窓からの雨漏りや衝突事故での破損の危険性から、ガーランド型の通風器の搭載と共に35形と同様の丸型への改造が実施された。ただし1942年の時点で3両が原形を保ち続け、そのうち1両（26→102）は廃車までそのままの姿を維持し続けた。

### 貨物電車への改造
上記の屋根形状の変更工事を受けなかった車両のうち、15と33は第二次世界大戦中の貨物輸送に対応するため、車体中央に外開き式の引戸を設けた電動貨車となった。だが需要は見込みよりも少なく車庫で待機する状態が続き、1948年に旅客車への復元工事が行われた。ただしその際に屋根形状の改造や側面幕板の強化工事を受けたため、改造前の姿から大きく変わっている。

### 更新工事
第二次世界大戦後の混乱が落ち着いた1950年以降、北九州線に在籍していた33両に対して、2枚折り戸式の乗降扉の設置、側面扉の上昇2段式への改造、鎧戸の遮光カーテンへの変更などの更新工事が実施された。更に35形47以降は方向幕の中央窓上部への移設や照明灯の固定などの追加工事も行われ、最初に改造が行われた48・53についても後年に同様の形状となった。改造工事は西鉄および子会社の九州車輌によって行われた。
一方、未更新（オープンデッキ）のまま福岡市内線に転属した車両や福島線からの転属車両、合計23両については、西鉄東車庫および有明車輌で更新工事が行われた。こちらでも乗降扉の設置が行われた一方、客室と運転台間の仕切りを撤去しパイプに変更する、通風機の除去、屋根形状の変更など大規模な改造が実施され、一部車両は車体下部のバンパーの形状も変更された。

### 福岡市内線転属時の改造
北九州線・福島線から福岡市内線への転属に併せて、全面下部の救助網を固定式ストライカーへ交換、集電装置をポールからパンタグラフへ変更、前照灯を大型（300 W）から小型固定式（200 W）へ取り換えなどの改造工事が行われた。また、旧1形および旧35形初期車が使用していた27GE形台車についても一部ばねの撤去が実施され、76E形と類似した形状になった。

### 機器流用車
車体が老朽化した1形・35形の機器を再利用し、以下の2形式の電車が製造された。
- 九州電気軌道200形電車 - 九州電気軌道時代に1形9両と散水車3両の台車や機器を流用する形で製造された半鋼製ボギー車。北九州線で使用された[2]。
- 西鉄300形電車 - 100形（←1形・35形）の機器を一部流用して作られた全金属製ボギー車。製造当初は福岡市内線、以降は北九州線で使用された[15]。

## 運用

### 北九州線
1911年6月の開通に合わせて登場した1形24両（1 - 24）を皮切りに、一連の北九州線の木製ボギー車は1920年までに計65両が導入された。1929年以降は66形を始めとした半鋼製・全鋼製を有する電車と共に運用に就いたが、1930年代に入ると1形の初期車の車体の老朽化が深刻となり、9両が1935年と1937年に廃車となり半鋼製車の200形へ機器を供出した。それに伴い一部車両の車両番号が変更され、1形は10 - 34の35両体制となった。一方、それに先立ち1925年から1927年にかけて1形の一部車両に対して車体の交換が行われた事が確認されている。
第二次世界大戦中は前述した電動貨車への改造に加え、燈火管制の影響で他形式と共に前照灯に筒が被せられた他、尾灯の代わりに正面窓下へ太い白線が描かれた。車内も床面積を最大限に活用するため、1形の座席の一部が撤去されていた。また戦後初期は茶色の塗料が不足していたため、濃淡青色や黄色、緑色など多彩な塗装を纏った車両が運行された。これらは事情が好転し始めた1948年以降原型に復元され、塗装も元の茶色系統に戻された。
一方、1948年から1949年にかけては半鋼製の大型ボギー車である500形12両の導入が行われ、木製ボギー車は次第に余剰となっていった。だが同じ頃、他の西鉄が所有する路面電車路線では長年使用されていた2軸車の老朽化が深刻な事態となっており、置き換えに加えて輸送力増強が急務となっていた。そこで、これらの車両は廃車されずに他路線へ転属する事となり、まず1948年に5両が福島線へ移籍した。残された車両は再度改番が実施され15 - 65に整理された。そして前述の北九州線での更新工事を経て、更なる半鋼製電車や連接車の導入に伴い、これら51両は1950年から1953年にかけて5次に渡って福岡市内線に転属し、北九州線から木製電車は姿を消した。

### 福島線
福島線へ転属した5両（12、13、32、34、39）は、導入に際し全車とも乗降扉の設置、バンパーの形状変更などの車体改造を受け、特に35形39は他の1形と形状を合わせるため窓を1枚増設した一方、車両番号の変更は行われなかった。1949年1月から運用に就いたが、1952年に大牟田市内線から転属した半鋼製ボギー車の（200形、北九州線の車両とは異なる）と入れ替わる形で福岡市内線へ再度転属した。

### 福岡市内線

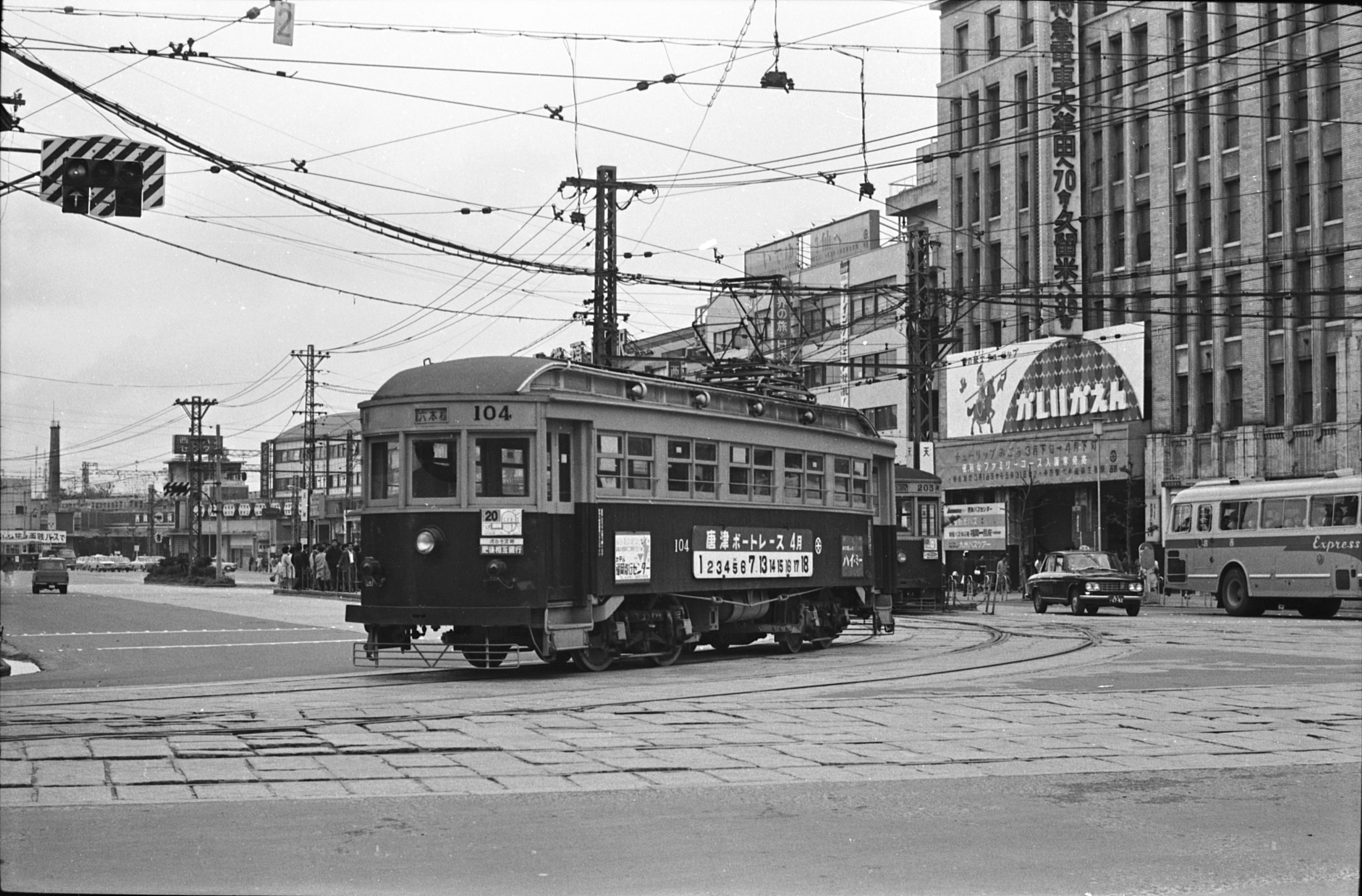
福岡市内線　104号　天神交差点　昭和42年

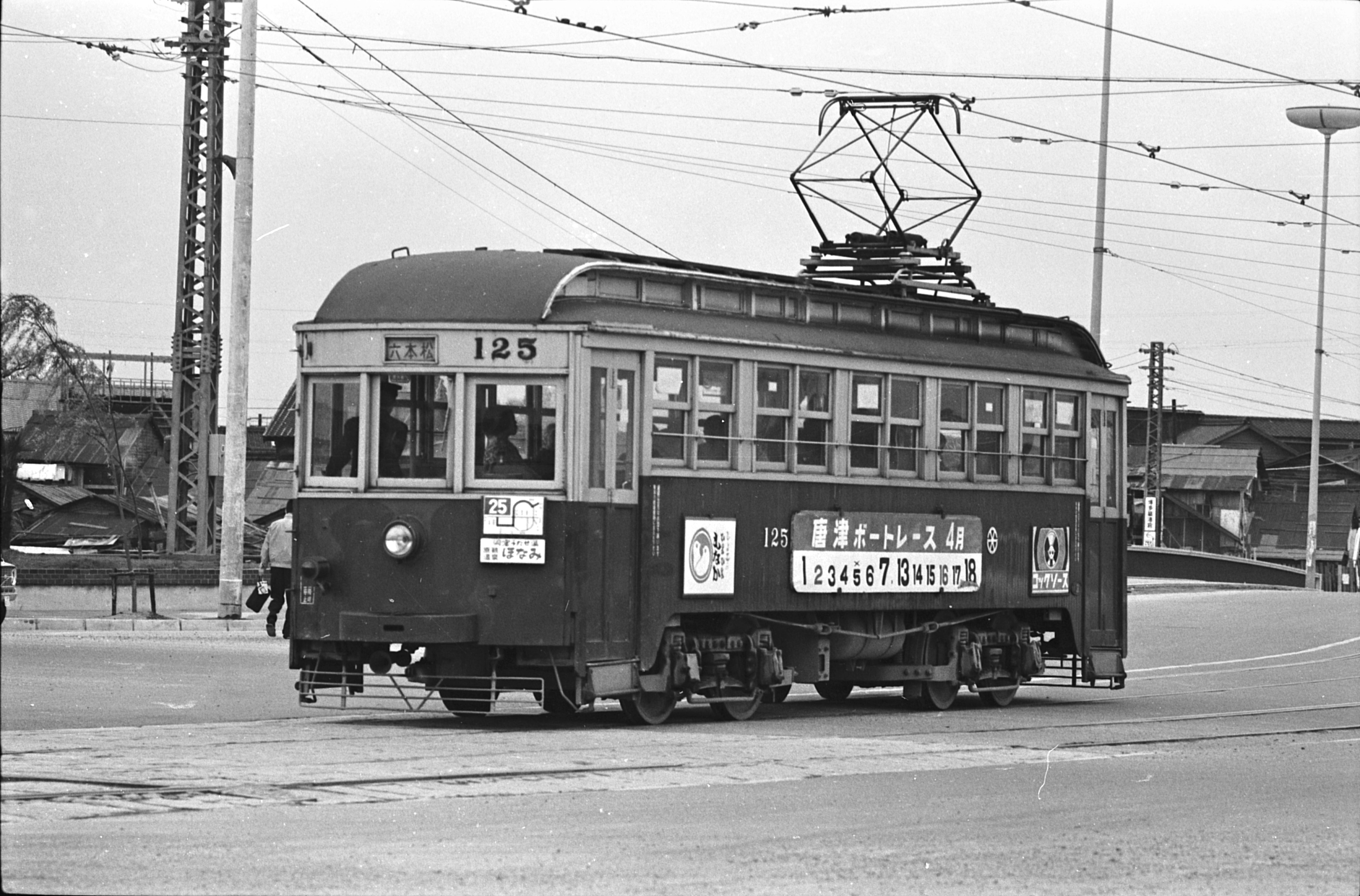
福岡市内線　125号　千鳥橋　昭和42年

福岡市内線は開業時から長らく2軸車が使用されていたが、老朽化の進行および輸送力増強のため戦時中からボギー車への置き換えが行われており、その最終段階として北九州線・福島線で使用されていた一連の木製ボギー車が導入される事となった。この転属に際して、前述の更新工事に加えて車両番号の変更が実施され、形式を問わず同線に導入された順に「101」から番号が付与されていった。1950年から運用が始まり、1954年以降は北九州線・福島線に残存していた全56両（101 - 156）が福岡市内線で使用される事になった。
以降は主力車両として半鋼製ボギー車である501形・551形・561形等と共に活躍したが、1959年に13両が長崎電気軌道へ譲渡され、残された車両についても1960年代の時点で製造から50年が経過し老朽化が進んだ事から1962年8月以降新造車や北九州線、福島線からの転属車などの半鋼製・全鋼製電車へと置き換えられ順次廃車されていった。1963年から翌年にかけて5両（108、124、132、154、155）の機器を流用した300形が登場したものの、機器自体の老朽化が予想以上に進んでいたため、大半の部品は新造品となり、5両で製造は打ち切られ、残った車両は昭和40年代まで使用された。最後の車両は1970年2月に廃車され、西鉄の路面電車から木造電車が消滅した。

### 26→102について
前述の通り、1形の屋根は安全上や保守面の理由から原形の端部段型から端部丸型への改造が実施されたが、九州電気軌道が他社を吸収合併し西日本鉄道となった1942年の時点で15、26、33の3両は原形が保たれていた。そのうち15と33は貨物電車に改造後、1948年に旅客電車に復元された際に丸型への改造が実施されたが、26についてはこの改造が実施された時期に事故で屋根が破損し休車となっていたため改造を免れた。更に同年にも追突事故を起こし再度屋根が破損したが、会社側も開業当時の姿を唯一保ち続けている車両として26の希少価値を認め、そのままの姿で復旧が行われた。以降も乗降扉の設置、窓周りの改造、福岡市内線への転属に伴う番号の変更（102）などの変化が生じても屋根の形は変わらないまま廃車まで使用された。

## 譲渡・保存

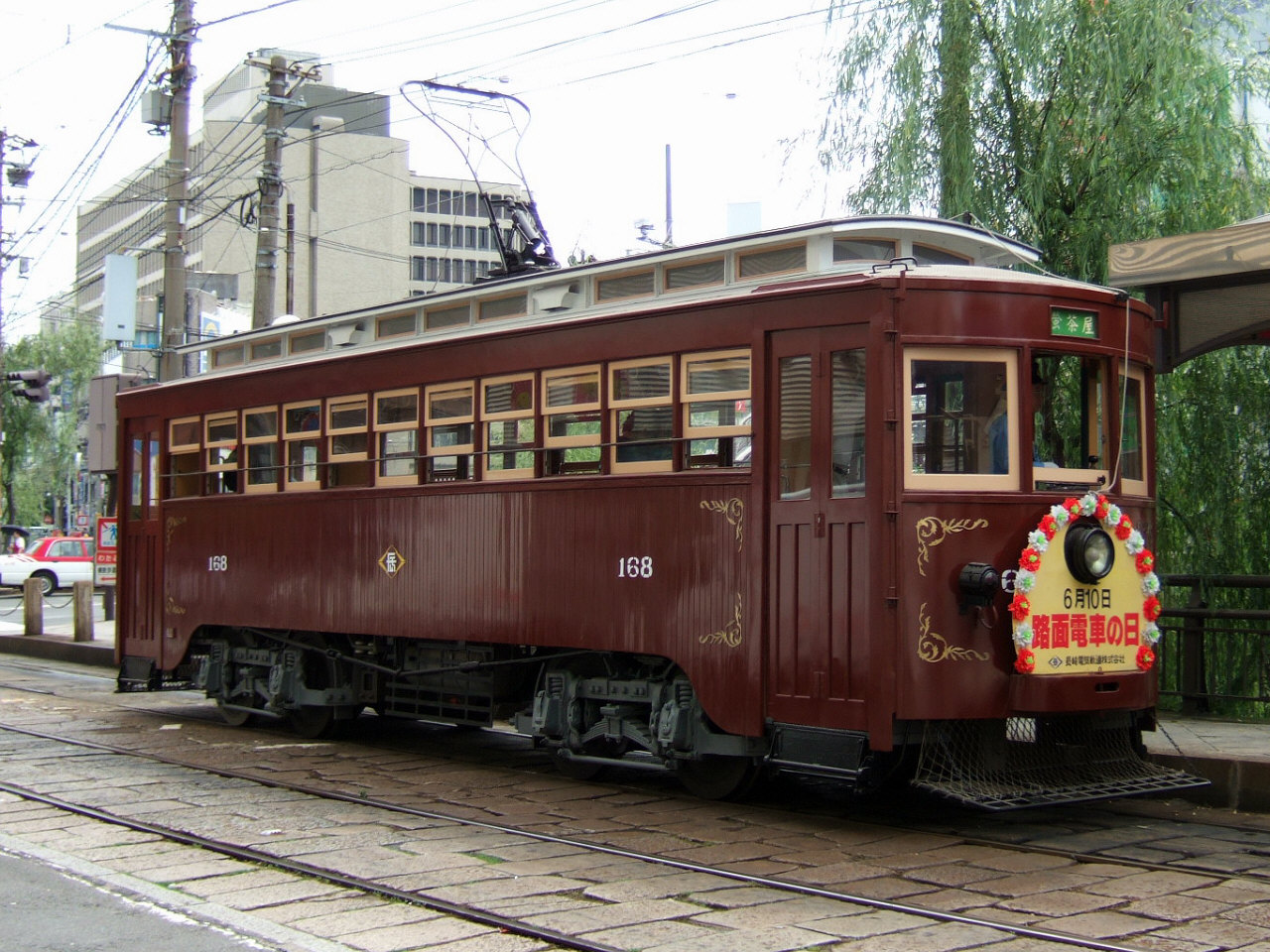
動態保存されている168（←西鉄100形）（2006年撮影）

1959年、長崎電気軌道からの要望を受けて福岡市内線に在籍していた13両が譲渡され、旧来の形式に基づき160形（旧1形）・170形（旧35形）に車両番号が改められた。1968年のワンマン運転開始まで第一線で活躍し、以降も1970年までラッシュ時の増発用として使用された。それ以降も1911年に製造された1形23号をルーツに持つ168が九州電気軌道1形・35形電車唯一の残存車両として動態保存されており、2019年の時点で製造から108年目を迎えている。

## その他

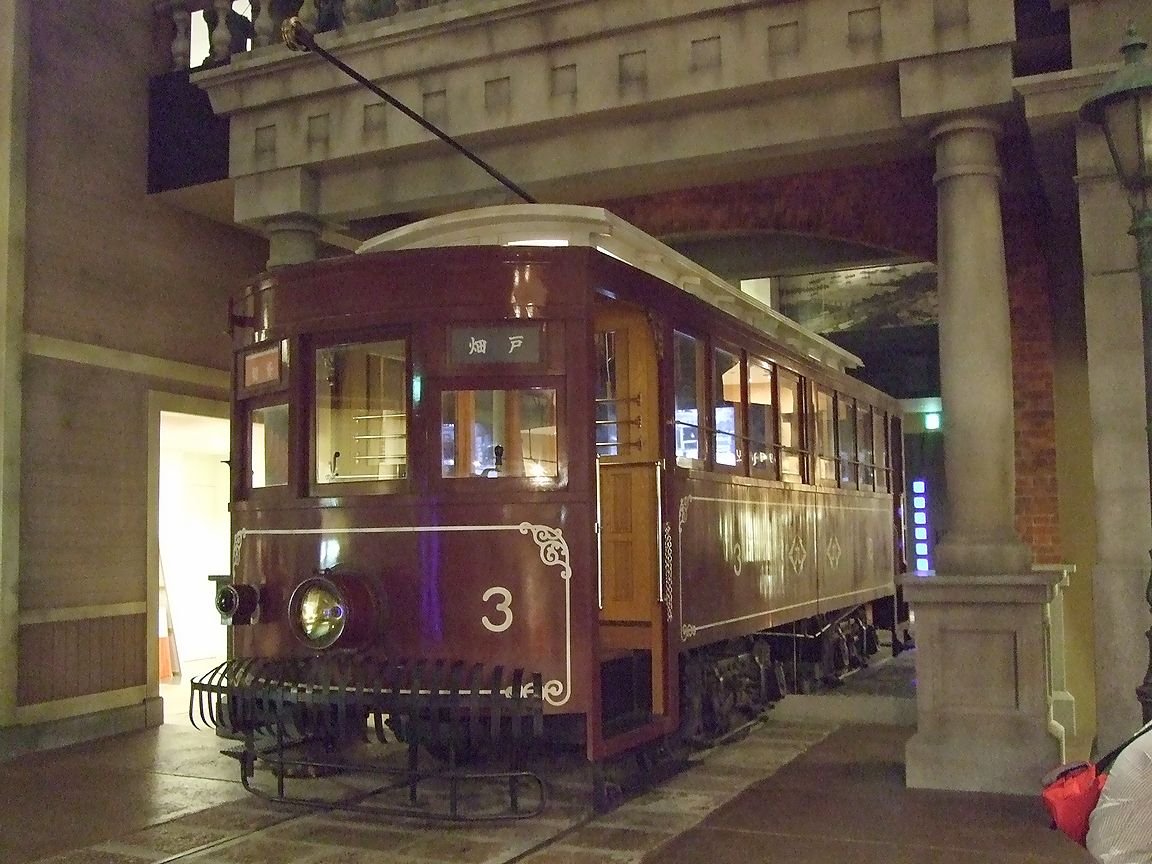
関門海峡ミュージアムに設置されているレプリカ

北九州市門司区にある関門海峡ミュージアムの1階「海峡レトロ通り」には1形（3）の車体前部を模したレプリカが設置されており、鏡を使用し1両分が展示されているように見せている。